# Ганзінген
Ганзінген (нім. Gansingen) — громада  в Швейцарії в кантоні Ааргау, округ Лауфенбург.

## Географія
Громада розташована на відстані близько 85 км на північний схід від Берна, 19 км на північ від Аарау.
Ганзінген має площу 8,8 км², з яких на 7,7% дозволяється будівництво (житлове та будівництво доріг), 54,1% використовуються в сільськогосподарських цілях, 37,9% зайнято лісами, 0,2% не є продуктивними (річки, льодовики або гори).

## Демографія
2019 року в громаді мешкало 1053 особи (+9,8% порівняно з 2010 роком), іноземців було 9,4%. Густота населення становила 120 осіб/км².
За віковим діапазоном населення розподілялося таким чином: 19,8% — особи молодші 20 років, 58,3% — особи у віці 20—64 років, 21,8% — особи у віці 65 років та старші. Було 443 помешкань (у середньому 2,3 особи в помешканні).
Із загальної кількості 195 працюючих 72 було зайнятих в первинному секторі, 12 — в обробній промисловості, 111 — в галузі послуг.